# عقد كوني
العقد الكوني هو جزء من العمر الكوني. وتكون الأجزاء لوغاريتمية الحجم، على قاعدة 10. تمثل جميع العقود الكونية المتعاقبة زيادة بعشرة أضعاف في إجمالي عمر الكون.

## على النحو المبين في السجل (ثانية لكل عقد)
عندما يتم قياس العقد الكوني في السجل (ثواني)، ويبدأ العقد الكوني عند 10 ثواني وينتهي عند 90 ثانية (حتى 100 ثانية بعد وقت الصفر). CÐ 100, the 100th cosmological decade, lasts from 10100 to 10101 seconds after Time Zero. CÐ {\displaystyle -\infty } is Time Zero.
كان عصر العقد الكوني 43.2683 - 10(−43.2683) ثانية، الذي يمثل زمن البلانك منذ الانفجار الكبير (وقت صفر). وكان هناك عدد لا حصر له من العقود الكونية بين الانفجار العظيم وعصر البلانك (أو أي نقطة أخرى في الوقت). العصر الحالي، العقد الكوني 17.6355 عبارة عن 10(17.6355) ثانية أو 13.73(12) مليار سنة منذ الانفجار الكبير. وهناك 60.9 عقود كونية بين عصر البلانك، عقد كوني 43.2683، والعصر الحالي، عقد كوني 17.6355.

## على النحو المبين في السجل (سنة لكل عقد)
تم تحديد العقد الكوني في عصور الكون الخمسة لأول مرة عن طريق فريد آدمز وجريج لافلين كما عبر عنها في سنوات سجل لكل عقد. وفي هذا التعريف، تستمر 100 عقد كونية من 10(100) حتى 10 (101) بعد وقت الصفر. ولتحويلها إلى هذه الصيغة ببساطة تُقسم بالثواني في السنة، أو لوغاريتمي، طرح 7.4991116 من القيم المذكورة أعلاه. لذا عندما يتم التعبير عنها في السجل (سنوات/عقد)، يمكن التعبير على وقت البلانك على أنه 10(−43.2683 − 7.4991116) سنة = 10(−50.7674) سنة.
وفي هذا التعريف، العصر الحالي عبارة عن عقد كوني (17.6355 − 7.4991116) أو 10.1364. كما سبق، هناك 60.9 عقود كونية بين عصر البلانك والعصر الحالي.
ومن وجهة نظرهم، يمكن تقسيم التاريخ الكوني إلى خمسة عصور:
| العصر        | العقود     | العملية                                                              |
| ------------ | ---------- | -------------------------------------------------------------------- |
| البدائية     | −50 - +5   | من عصر البلانك حتى أصبح الكون واضحًا للإشعاع                          |
| ستيليفيروس   | 6 - 14     | تشرق النجوم بتألق (عصرنا الحالي عبارة عن +10.1364)                   |
| الانحطاط     | 15 - 37    | تدهورت النجوم وأصبحت باهتة                                           |
| الثقب الأسود | 38 - 99    | تتبخر النجوم وتتبخر الثقوب السوداء للمجرة                            |
| عصر الظلام   | 100 فصاعدًا | البروتونات والجسيمات الأخرى الوحيدة تحصل على أبعد جزء من بعضها البعض |